# Bahr el Ghazal (rijeka)
Bahr el Ghazal (također i Bahr al Ghazal i  Baḩr al Ghazāl) je rijeka u Južnom Sudanu. Naziv rijeke se prevodi kao "more gazela". Po njoj se zove i južnosudanska regija Bahr el Ghazal. 
Bahr el Ghazal je glavni zapadni pritok Nila. Duga je 716 kilometara odnosno 445 milja. Teče kroz močvarno područje Sudd do jezera Noa, gdje se spaja s Bijelim Nilom.

## Povijest
Rijeka je prvi put ucrtana na kartakartu 1772. od strane Francuskog geografa Jeana-Baptiste Bourguignon d'Anvillea, iako je bila poznata i ranim starogrčkim geografima.

## Vanjske poveznice
- Bahr-el-Ghazal  Arhivirana inačica izvorne stranice od 14. svibnja 2009. (Wayback Machine), The Columbia Encyclopedia, Šesto izdanje
- Baḩr al Ghazāl  Arhivirana inačica izvorne stranice od 9. ožujka 2008. (Wayback Machine), GEOnet Names Server

### Drugi projekti
|  | Zajednički poslužitelj ima još gradiva o temi Bahr el Ghazal (rijeka) |